# Pająki Korsyki
Pająki Korsyki, araneofauna Korsyki – ogół taksonów pajęczaków z rzędu pająków, których występowanie stwierdzono na terytorium Korsyki.
Do 2023 roku stwierdzono występowanie na Korsyki 554 gatunków pająków.

## Infrarząd:Ptaszniki(Mygalomorphae)

### Ctenizidae
Z Korsyki wykazano:
- Cteniza genevieveae
- Cteniza sauvagesi

### Nemesiidae
Z Korsyki wykazano:
- Nemesia albicomis
- Nemesia arenicola
- Nemesia carminans
- Nemesia corsica
- Nemesia fertoni
- Nemesia maculatipes
- Nemesia meridionalis
- Nemesia pannonica

## Infrarząd:Pająki wyższe(Araneomorphae)

### Aksamitnikowate(Clubionidae)
Z Korsyki wykazano:
- Clubiona brevipes
- Clubiona comta
- Clubiona corticalis
- Clubiona hilaris
- Clubiona neglecta
- Clubiona phragmitis
- Clubiona subtilis
- Clubiona terrestris
- Porrhoclubiona vegeta

### Ciemieńcowate(Dictynidae)
Z Korsyki wykazano:
- Brigittea vicina
- Dictyna kosiorowiczi
- Lathys humilis meridionalis
- Marilynia bicolor
- Nigma puella

### Czyhakowate(Segestriidae)
Z Korsyki wykazano:
- Segestria florentina
- Segestria pusiola
- Segestria senoculata

### Darownikowate(Pisauridae)
Z Korsyki wykazano:
- Dolomedes fimbriatus – bagnik przybrzeżny
- Pisaura mirabilis – darownik przedziwny

### Filistatidae
Z Korsyki wykazano:
- Filistata insidiatrix
- Pritha nana
- Pritha vestita

### Hahniidae
Z Korsyki wykazano:
- Antistea elegans

### Klejnotnikowate(Theridiosomatidae)
Z Korsyki wykazano:
- Theridiosoma gemmosum

### Koliściakowate(Uloboridae)
Z Korsyki wykazano:
- Hyptiotes paradoxus
- Polenecia producta
- Uloborus plumipes
- Uloborus walckenaerius

### Komórczakowate(Dysderidae)
Z Korsyki wykazano:
- Dysdera crocata
- Dysdera fervida
- Dysdera lantosquensis
- Dysdera lata
- Dysdera nubila
- Dysdera westringi
- Harpactea corticalis
- Harpactea muscicola
- Holissus unciger
- Parachtes ignavus
- Parachtes inaequipes
- Rhode tenuipes

### Krzyżakowate(Araneidae)
Z Korsyki wykazano:

- Aculepeira armida
- Agalenatea redii
- Araneus corticaloides
- Araneus diadematus – krzyżak ogrodowy
- Araneus sturmi
- Araniella alpica
- Araniella cucurbitina – krzyżak zielony
- Araniella inconspicua
- Argiope bruennichi – tygrzyk paskowany
- Argiope lobata
- Argiope trifasciata
- Cyclosa insulana
- Cyclosa oculata
- Cyclosa sierrae
- Cyrtarachne ixoides
- Cyrtophora citricola
- Gibbaranea gibbosa confinis
- Gibbaranea omoeda
- Hypsosinga albovittata
- Larinia lineata
- Larinioides cornutus
- Larinioides suspicax
- Mangora acalypha
- Neoscona adianta
- Neoscona subfusca
- Nuctenea umbratica
- Siwa dufouri
- Zilla diodia

### Kwadratnikowate(Tetragnathidae)
Z Korsyki wykazano:
- Meta bourneti
- Meta menardi – sieciarz jaskiniowy
- Metellina mengei – czaik wiosenny
- Metellina merianae
- Metellina segmentata – czaik jesienny
- Pachygnatha clercki
- Pachygnatha degeeri
- Tetragnatha corsica
- Tetragnatha extensa – kwadratnik trzcinowy
- Tetragnatha montana – kwadratnik długonogi
- Tetragnatha nigrita
- Tetragnatha nitens
- Tetragnatha obtusa
- Tetragnatha pinicola

### Lejkowcowate(Agelenidae)
Z Korsyki wykazano:
- Agelena labyrinthica
- Aterigena soriculata
- Eratigena atrica
- Eratigena fuesslini
- Eratigena saeva
- Lycosoides coarctata
- Tegenaria armigera
- Tegenaria domestica
- Tegenaria femoralis
- Tegenaria hasperi
- Tegenaria pagana
- Tegenaria parietina
- Textrix caudata
- Textrix pinicola

### Leptonetidae
Z Korsyki wykazano:
- Leptoneta corsica

### Lenikowate(Zodariidae)
Z Korsyki wykazano:
- Zodarion cesari
- Zodarion elegans
- Zodarion emarginatum
- Zodarion gallicum
- Zodarion italicum
- Zodarion nigriceps
- Zodarion pusio
- Zodarion remotum
- Zodarion soror

### Motaczowate(Anyphaenidae)
Z Korsyki wykazano:
- Anyphaena accentuata – motacz nadrzewny
- Anyphaena sabina

### Mysmenidae
Z Korsyki wykazano:
- Mysmena leucoplagiata

### Nasosznikowate(Pholcidae)
Z Korsyki wykazano:
- Holocnemus pluchei
- Pholcus opilionoides
- Pholcus phalangioides
- Spermophora senoculata
- Spermophorides elevata
- Spermophorides mediterranea
- Spermophorides simoni

### Naśladownikowate(Mimetidae)
Z Korsyki wykazano:
- Ero aphana
- Ero flammeola
- Ero furcata
- Ero tuberculata
- Mimetus laevigatus

### Obniżowate(Liocranidae)
Z Korsyki wykazano:
- Agraecina lineata
- Agroeca annulipes
- Agroeca inopina
- Cybaeodes testaceus
- Liocranum concolor
- Liocranum rupicola
- Mesiotelus tenuissimus
- Scotina celans

### Omatnikowate(Theridiidae)
Z Korsyki wykazano:

- Anatolidion gentile
- Anelosimus pulchellus
- Anelosimus vittatus
- Argyrodes argyrodes
- Asagena italica
- Asagena phalerata
- Crustulina guttata
- Crustulina scabripes
- Dipoena braccata
- Dipoena melanogaster
- Dipoena umbratilis
- Enoplognatha afrodite
- Enoplognatha gemina
- Enoplognatha mandibularis
- Enoplognatha nigromarginata
- Enoplognatha ovata
- Enoplognatha quadripunctata
- Enoplognatha testacea
- Enoplognatha thoracica
- Episinus algiricus
- Episinus maculipes
- Episinus theridioides
- Episinus truncatus
- Euryopis episinoides
- Heterotheridion nigrovariegatum
- Kochiura aulica
- Lasaeola convexa
- Lasaeola testaceomarginata
- Latrodectus tredecimguttatus
- Neottiura bimaculata
- Neottiura bimaculata pellucida
- Neottiura herbigrada
- Neottiura uncinata
- Paidiscura pallens
- Parasteatoda lunata
- Parasteatoda simulans
- Pholcomma gibbum
- Phoroncidia paradoxa
- Phylloneta sisyphia
- Platnickina nigropunctata
- Platnickina tincta
- Rhomphaea nasica
- Rhomphaea rostrata
- Robertus arundineti
- Robertus neglectus
- Ruborridion musivum
- Simitidion simile
- Steatoda albomaculata
- Steatoda grossa
- Steatoda incomposita
- Steatoda nobilis
- Steatoda paykulliana
- Steatoda trianguloides
- Steatoda triangulosa
- Theridion familiare
- Theridion genistae
- Theridion hannoniae
- Theridion hemerobium
- Theridion italiense
- Theridion melanurum
- Theridion mystaceum
- Theridion petraeum
- Theridion pinicola
- Theridion varians
- Theridion varians rusticum

### Oonopidae
Z Korsyki wykazano:
- Oonopinus angustatus
- Oonops amoenus
- Oonops domesticus
- Oonops placidus corsicus
- Oonops pulcher
- Orchestina pavesii
- Orchestina simoni

### Osnuwikowate(Linyphiidae)
Z Korsyki wykazano:

- Agyneta conigera
- Agyneta fuscipalpus
- Agyneta gulosa
- Agyneta innotabilis
- Agyneta mesasiatica
- Agyneta mollis
- Agyneta pseudorurestris
- Agyneta rurestris
- Alioranus pauper
- Araeoncus humilis
- Araeoncus longiusculus
- Bathyphantes gracilis
- Bolyphantes luteolus
- Bolyphantes nigropictus
- Bolyphantes subtiliseta
- Centromerita bicolor
- Centromerus brevipalpus
- Centromerus cinctus
- Centromerus corsicus
- Centromerus isaiai
- Ceratinella brevis
- Cresmatoneta mutinensis
- Diplocephalus graecus
- Diplostyla concolor
- Entelecara acuminata
- Entelecara aestiva
- Entelecara truncatifrons
- Erigone dentipalpis
- Erigonoplus inclarus
- Erigonoplus nigrocaeruleus
- Frontinellina frutetorum
- Gnathonarium dentatum
- Gonatium biimpressum
- Gonatium hilare
- Gonatium nemorivagum
- Gongylidiellum murcidum
- Gongylidiellum vivum
- Hybocoptus corrugis
- Improphantes huberti
- Lepthyphantes minutus
- Linyphia maura
- Linyphia triangularis
- Maso gallicus
- Maso sundevalli
- Mecopisthes silus
- Metopobactrus verticalis
- Micrargus subaequalis
- Microctenonyx subitaneus
- Microlinyphia pusilla
- Minicia marginella
- Minyriolus medusa
- Minyriolus pusillus
- Moebelia penicillata
- Neriene clathrata
- Neriene furtiva
- Obscuriphantes obscurus
- Oedothorax paludigena
- Ouedia rufithorax
- Palliduphantes angustiformis
- Palliduphantes cernuus
- Palliduphantes corsicos
- Palliduphantes gladiola
- Palliduphantes longiseta
- Pelecopsis bucephala
- Pelecopsis digitulus
- Pelecopsis inedita
- Pelecopsis parallela
- Piniphantes cirratus
- Plaesianillus cyclops
- Porrhomma pygmaeum
- Prinerigone vagans
- Sintula retroversus
- Staveleya huberti
- Staveleya nesiotes
- Stemonyphantes lineatus
- Styloctetor compar
- Styloctetor romanus
- Syedra nigrotibialis
- Tapinocyba corsica
- Tapinopa disjugata
- Tapinopa longidens
- Tenuiphantes herbicola
- Tenuiphantes tenebricola
- Tenuiphantes tenuis
- Tiso vagans
- Trichoncoides piscator
- Trichoncus hackmani
- Trichoncus hirtus
- Troglohyphantes cyrnaeus
- Typhochrestus pekkai
- Walckenaeria erythrina
- Walckenaeria stylifrons

### Phrurolithidae
Z Korsyki wykazano:
- Liophrurillus flavitarsis
- Phrurolithus corsicus
- Phrurolithus festivus

### Phonognathidae
Z Korsyki wykazano:
- Leviellus kochi
- Zygiella atrica
- Zygiella x-notata

### Płachtowcowate(Oecobiidae)
Z Korsyki wykazano:
- Oecobius maculatus
- Oecobius navus

### Podkamieniakowate(Titanoecidae)
Z Korsyki wykazano:
- Nurscia albomaculata
- Titanoeca flavicoma

### Pogońcowate(Lycosidae)
Z Korsyki wykazano:

- Alopecosa albofasciata
- Alopecosa alpicola
- Alopecosa barbipes
- Alopecosa pulverulenta
- Arctosa cinerea
- Arctosa fulvolineata
- Arctosa lacustris
- Arctosa leopardus
- Arctosa personata
- Arctosa similis
- Aulonia albimana
- Hogna radiata minor
- Lycosa oculata
- Lycosa tarantula
- Pardosa cribrata
- Pardosa luctinosa
- Pardosa lugubris
- Pardosa monticola
- Pardosa prativaga
- Pardosa proxima poetica
- Pardosa saltans
- Pardosa tatarica
- Pardosa vittata
- Pirata piscatorius
- Pirata tenuitarsis
- Piratula hygrophila
- Piratula knorri
- Piratula latitans
- Trabea paradoxa
- Trochosa hispanica
- Trochosa ruricola
- Xerolycosa miniata

### Poskoczowate(Eresidae)
Z Korsyki wykazano:
- Eresus kollari – poskocz krasny

### Rozsnuwaczowate(Scytodidae)
Z Korsyki wykazano:
- Scytodes thoracica – rozsnuwacz plujący
- Scytodes velutina

### Sicariidae
Z Korsyki wykazano:
- Loxosceles rufescens

### Sidliszowate(Amaurobiidae)
Z Korsyki wykazano:
- Amaurobius erberi
- Amaurobius ferox
- Amaurobius latebrosus
- Callobius claustrarius

### Skakunowate(Salticidae)
Z Korsyki wykazano:

- Aelurillus luctuosus
- Aelurillus v-insignitus
- Attulus distinguendus
- Attulus pubescens
- Ballus armadillo
- Bianor albobimaculatus
- Carrhotus xanthogramma
- Chalcoscirtus infimus
- Cyrba algerina
- Euophrys acripes
- Euophrys baliola
- Euophrys difficilis
- Euophrys frontalis
- Euophrys gambosa
- Euophrys herbigrada
- Euophrys luteolineata
- Euophrys nigripalpis
- Euophrys rufibarbis
- Euophrys sulphurea
- Euophrys terrestris
- Evarcha arcuata
- Evarcha falcata
- Evarcha jucunda
- Heliophanus apiatus
- Heliophanus cupreus
- Heliophanus dubius
- Heliophanus edentulus
- Heliophanus encifer
- Heliophanus flavipes
- Heliophanus lineiventris
- Heliophanus melinus
- Heliophanus rufithorax
- Heliophanus tribulosus
- Icius congener
- Icius hamatus
- Icius subinermis
- Leptorchestes mutilloides
- Macaroeris flavicomis
- Macaroeris nidicolens
- Marpissa nivoyi
- Mendoza canestrinii
- Menemerus semilimbatus
- Menemerus taeniatus
- Mogrus frontosus
- Myrmarachne formicaria
- Neaetha membrosa
- Neon levis
- Neon muticus
- Pellenes arciger
- Pellenes geniculatus
- Philaeus chrysops
- Phlegra bresnieri
- Phlegra cinereofasciata
- Pseudeuophrys erratica
- Pseudeuophrys lanigera
- Pseudeuophrys obsoleta
- Pseudeuophrys vafra
- Pseudicius badius
- Pseudicius encarpatus
- Saitis barbipes
- Salticus confusus
- Salticus conjonctus
- Salticus mutabilis
- Salticus propinquus
- Salticus scenicus
- Salticus scitulus
- Salticus zebraneus
- Sibianor aurocinctus
- Sibianor tantulus
- Synageles dalmaticus
- Talavera aequipes ludio
- Thyene imperialis

### Spachaczowate(Sparassidae)
Z Korsyki wykazano:
- Micrommata ligurina
- Micrommata virescens – spachacz zielonawy
- Olios argelasius

### Ślizgunowate(Philodromidae)
Z Korsyki wykazano:
- Philodromus aureolus
- Philodromus blanckei
- Philodromus emarginatus
- Philodromus fuscolimbatus
- Philodromus fuscomarginatus
- Philodromus laricium
- Philodromus lividus
- Philodromus longipalpis
- Philodromus margaritatus
- Philodromus praedatus
- Philodromus rufus
- Pulchellodromus bistigma
- Pulchellodromus glaucinus
- Pulchellodromus pulchellus
- Rhysodromus lepidus
- Thanatus formicinus
- Thanatus oblongiusculus
- Thanatus vulgaris
- Tibellus macellus
- Tibellus oblongus

### Śpiesznikowate(Oxyopidae)
Z Korsyki wykazano:
- Oxyopes heterophthalmus
- Oxyopes lineatus
- Oxyopes nigripalpis

### Tkańcowate(Nesticidae)
Z Korsyki wykazano:
- Kryptonesticus eremita

### Trachelidae
Z Korsyki wykazano:
- Cetonana laticeps
- Trachelas minor

### Trawnikowcowate(Miturgidae)
Z Korsyki wykazano:
- Zora nemoralis
- Zora parallela
- Zora pardalis
- Zora spinimana

### Ukośnikowate(Thomisidae)
Z Korsyki wykazano:

- Bassaniodes liteus
- Bassaniodes bufo
- Bassaniodes caperatus
- Bassaniodes cribratus
- Bassaniodes robustus
- Diaea dorsata
- Ebrechtella tricuspidata
- Heriaeus hirtus
- Misumena bicolor
- Misumena vatia
- Ozyptila atomaria
- Ozyptila confluens
- Ozyptila pauxilla
- Psammitis sabulosus
- Runcinia grammica
- Synema globosum
- Thomisus onustus
- Tmarus piger
- Tmarus piochardi
- Tmarus punctatissimus
- Xysticus acerbus
- Xysticus audax
- Xysticus cor
- Xysticus corsicus
- Xysticus desidiosus
- Xysticus grallator
- Xysticus kempeleni
- Xysticus kochi
- Xysticus lanio
- Xysticus nubilus
- Xysticus parallelus
- Xysticus ulmi

### Worczakowate(Gnaphosidae)
Z Korsyki wykazano:

- Aphantaulax cincta
- Aphantaulax trifasciata
- Berlandina plumalis
- Callilepis nocturna
- Civizelotes caucasius
- Civizelotes medianus
- Drassodes albicans
- Drassodes lapidosus
- Drassodes luteomicans
- Drassodes lutescens
- Drassodes pubescens
- Drassyllus praeficus
- Gnaphosa alacris
- Haplodrassus dalmatensis
- Haplodrassus macellinus
- Haplodrassus rhodanicus
- Haplodrassus securifer
- Haplodrassus signifer
- Heser nilicola
- Leptodrassus femineus
- Marinarozelotes barbatus
- Marinarozelotes fuscipes
- Marinarozelotes mutabilis
- Micaria albovittata
- Micaria coarctata
- Micaria yrnea
- Micaria dives
- Micaria funerea
- Micaria pulicaria
- Micaria sociabilis
- Nomisia aussereri
- Nomisia exornata
- Phaeocedus vankeeri
- Poecilochroa albomaculata
- Poecilochroa patricia
- Poecilochroa senilis
- Scotophaeus blackwalli isabellinus
- Scotophaeus validus
- Setaphis carmeli
- Setaphis parvula
- Urozelotes rusticus
- Zelotes callidus
- Zelotes femellus
- Zelotes fulvaster
- Zelotes fuscorufus
- Zelotes sardus
- Zelotes tenuis

### Zbrojnikowate(Cheiracanthiidae)
Z Korsyki wykazano:
- Cheiracanthium angulitarse
- Cheiracanthium fulvotestaceum
- Cheiracanthium mildei
- Cheiracanthium pelasgicum
- Cheiracanthium pennatum
- Cheiracanthium punctorium
- Cheiracanthium seidlitzi
- Cheiracanthium striolatum

### Zoropsidae
Z Korsyki wykazano:
- Zoropsis spinimana